# ピュリュ・ソイリ
ピュリュ・ソイリ（Pyry Soiri 、1994年9月22日 - ）は、フィンランド・ラーセポリ出身の同国代表プロサッカー選手。HJKヘルシンキ所属。ポジションはMF。

## クラブ経歴
2010年にミリコスケン・パロ47に加入。2012年4月のFFヤロ戦でトップチームデビューを飾った。
2015年、2年契約でヴァーサン・パロセウラに加入した。
2017年2月、ベラルーシのFCシャフティオール・ソリゴルスクと契約。
2018年8月、オーストリア・ブンデスリーガのFCアドミラ・ヴァッカー・メードリングに加入。
2019年6月18日、デンマークのエスビャウfBに移籍、2022年6月までの契約を結んだ。
2021年10月4日、2022シーズンからHJKヘルシンキに加入することが発表された。

## 代表歴
父親がナミビア人のため、ナミビア代表でプレーする権利も有しているが、ユース年代から一貫してフィンランド代表でプレーしている。
2017年10月6日、2018 FIFAワールドカップ・ヨーロッパ予選のクロアチア代表戦でフィンランドのA代表デビューを飾り、この試合で代表初ゴールも決めた。

### 代表戦での得点
2019年3月26日現在
| No | 開催日         | 会場                           | 対戦国     | 得点 | 結果 | 大会                          |
| -- | -------------- | ------------------------------ | ---------- | ---- | ---- | ----------------------------- |
| 1. | 2017年10月6日  | スタディオン・リュイェヴィツァ | クロアチア | 1–1  | 1–1  | 2018 FIFAワールドカップ予選   |
| 2. | 2017年11月9日  | ソネラ・スタジアム             | エストニア | 1–0  | 3–0  | 親善試合                      |
| 3. | 2018年3月26日  | Gloria Golf Resort Pitch A     | マルタ     | 5–0  | 5–0  | 親善試合                      |
| 4. | 2018年10月15日 | タンペレーン・スタディオン     | ギリシャ   | 1–0  | 2–0  | UEFAネーションズリーグ2018-19 |
| 5. | 2019年3月26日  | ハンラペタカン・スタジアム     | アルメニア | 2–0  | 2–0  | UEFA EURO 2020予選            |

## 人物
母親は社会科学者のイイナ・ソイリ。父親はナミビア人である。